# Titularbistum Synopolis
Synopolis (ital.: Sinopoli) war ein Titularbistum der römisch-katholischen Kirche.
Es geht zurück auf einen untergegangenen Bischofssitz in der gleichnamigen antiken Stadt, die in der römischen Provinz Cilicia (Südosten Kleinasiens) lag. 
| Titularbischöfe von Synopolis |                                        |                                                                 |                   |                 |
| Nr.                           | Name                                   | Amt                                                             | von               | bis             |
| 1                             | Giovanni Maria de Leonardi OCD         | Apostolischer Vikar des Großmogulenreichs                       | 28. April 1704    | 1707            |
| 2                             | Francisco Pallás y Faro OP             | Apostolischer Vikar von Fo-Kien (Kaiserreich China)             | 11. Juli 1753     | 6. März 1778    |
| 3                             | Jacques-Léon Thomine-Desmazures M.E.P. | Apostolischer Vikar von Tibet (Kaiserreich China)               | 4. April 1856     | 25. Januar 1869 |
| 4                             | Luigi Barbato Pasca di Magliano        | Koadjutorbischof von Alife (Königreich Italien)                 | 21. Dezember 1874 | 1. Juli 1878    |
| 5                             | Antonio Pistocchi                      | Koadjutorbischof von San Marco e Bisignano (Königreich Italien) | 27. Februar 1880  | 24. März 1884   |
| 6                             | Raffaele Molina                        |                                                                 | 13. November 1884 | 1890            |